# Wyspa Świętego Brendana

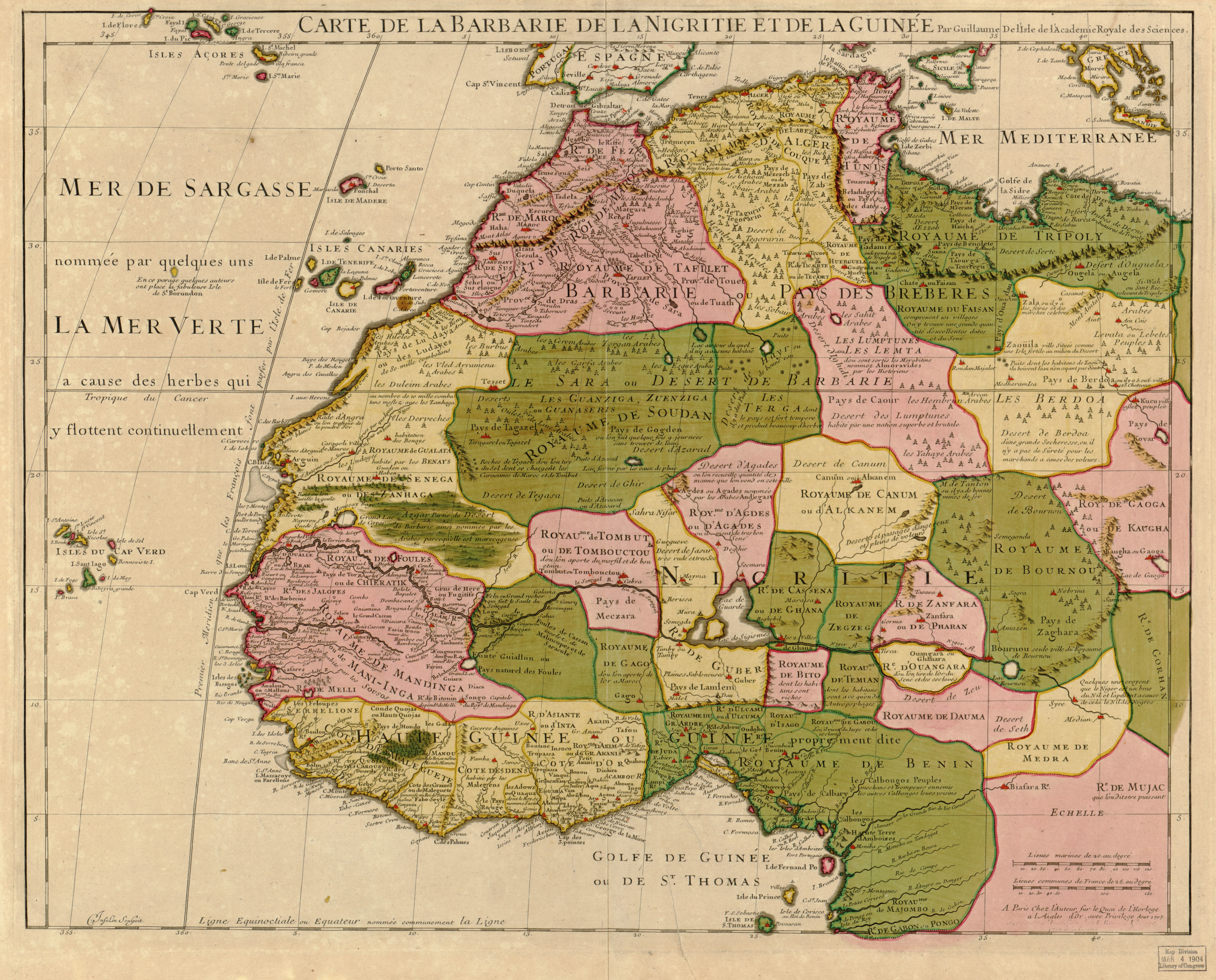
Mapa z 1707 roku, na której umieszczono Wyspę Świętego Brendana (jako St. Borondon - ok. 29°N, 353°E)

Wyspa Świętego Brendana – legendarna wyspa na Atlantyku, do której miał dopłynąć święty Brendan.

## Źródło legendy
Pierwszym utworem, który wspomina o wyprawie Świętego Brendana w poszukiwaniu cudownej wyspy na zachodzie jest pochodzący z IX wieku Żywot św. Malona. Podejrzewa się jednak, że może być to późniejsza interpolacja do pierwotnego tekstu. O podróży takiej nie wspomina nic Żywot św. Brendana.
Na początku X wieku, prawdopodobnie w Lotaryngii, powstał anonimowy tekst Navigatio Sancti Brendani (Żegluga Świętego Brendana). Składający się z 29 rozdziałów utwór poświęcono w całości opisowi wyprawy Brendana na zachód w poszukiwaniu Ziemi Obiecanej (w rzeczywistości jest to swobodnie skompilowany opis trzech różnych podróży). Podczas podróży Brendan wraz z towarzyszami odwiedzili wiele wysp i doświadczyli wielu fantastycznych przygód, spotykając m.in. rozmaite potwory morskie czy Judasza. Po wielu latach morskich przygód udało im się w końcu dopłynąć do cudownej wyspy będącej ziemskim rajem, na której mieli spędzić rok. Wyspa owa miała być rozległa, obfita w wiecznie świeże owoce i zboża, pełna źródeł i szlachetnych kamieni.
Navigatio Sancti Brendani stało się utworem niezwykle popularnym. Do czasów dzisiejszych zachowało się 120 jego odpisów, w przekładach na prawie wszystkie języki zachodniej Europy.
W XII wieku Honoriusz Augustodunesis w swoim dziele De imagine mundi opisał piękną i żyzną ziemię na Oceanie, do której miał dotrzeć św. Brendan.

## Poszukiwania wyspy

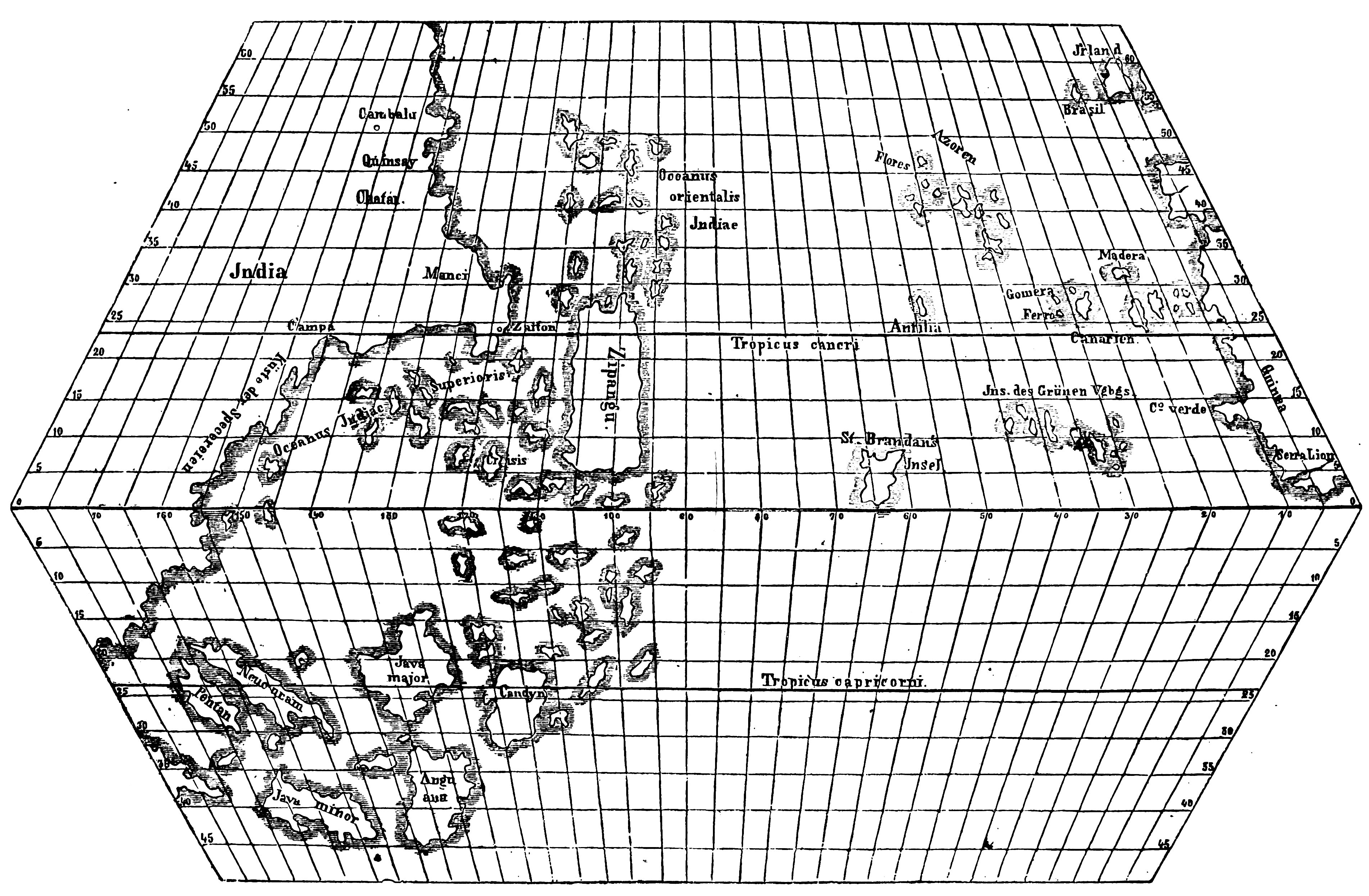
Mapa Toscanellego, na której umieszczono Wyspę Świętego Brendana (jako St. Brandan's Insel - ok. 5°N, 65°W)

Wraz z początkiem odkryć geograficznych żeglarze portugalscy i hiszpańscy rozpoczęli poszukiwania legendarnej Wyspy Świętego Brendana. Po odkryciu Madery i Wysp Kanaryjskich spodziewano się, że w niedalekiej odległości od nich leży Wyspa Świętego Brendana. Liczni żeglarze przekazywali relacje, że widzieli legendarny ląd gdzieś na horyzoncie.
Wraz z coraz bardziej dokładnymi mapami Atlantyku, legendarna wyspa coraz bardziej zmieniała swoje położenie na mapie, ostatecznie uznano ją za ósmą, nieodkrytą jeszcze wyspę w archipelagu Wysp Kanaryjskich, przylgnęła do niej wówczas nazwa San Borondón. Portugalscy żeglarze nie ustawali w jej poszukiwaniu. Jeszcze w XVIII wieku wyspę umieszczano na mapach, a portugalscy królowie finansowali ekspedycje badawcze.
Wyspę Świętego Brendana wraz z drugim legendarnym obiektem, wyspą Brasil, z opisem Magnæ Insulæ Beati Brandani Branziliæ dictæ, uwidoczniono także na kontrowersyjnej mapie Winlandii - tym razem umieszczając ją na środku Atlantyku, na szerokości Półwyspu Pirenejskiego.

## Hipotezy
Według hipotez niektórych badaczy, pod fantastycznym płaszczem zamieszczono w Navigatio Sancti Brendani opis autentycznych podróży. Poszczególne wyspy opisane w utworze identyfikowano m.in. z Wyspami Owczymi, Islandią i Azorami. Doszukiwano się też opisów kontynentu amerykańskiego.
Jako argumenty za odkryciem przez Brendana Ameryki podaje się między innymi fragment z rozdziału XIV o "zagęszczonym morzu" (rzekomo Morze Sargassowe), czy informację z rozdziału XVIII o "wyspie winnej latorośli" (rzekomo Vinland).
Przeciwnicy hipotezy o odkryciu Ameryki przez Brendana wskazują, że Navigatio Sancti Brendani powiela znany od starożytności archetyp położonych na zachodnim oceanie Wysp Szczęśliwych, zaś sama wyspa była jedynie alegorycznym wyobrażeniem raju. Wskazują też, że utwór jest swobodną kompilacją religijnej wizji i autentycznych relacji z podróży irlandzkich żeglarzy, uzupełnioną opowieściami z sag skandynawskich, folkloru i motywami klasycznymi (Odyseja, Eneida).